# Rudá Franco
Rudá Franco (Bauru, 1986. július 25. –) brazil válogatott vízilabdázó, a SESI São Paulo játékosa.

## Nemzetközi eredményei
- Világbajnoki 13. hely (Róma, 2009)
- Világbajnoki (Sanghaj, 2011)
- Pánamerikai játékok bronzérem (Guadalajara, 2011)
- Világliga bronzérem (Bergamo, 2015)
- Világbajnoki 10. hely (Kazany, 2015)
- Pánamerikai játékok ezüstérem (Toronto, 2015)
- Olimpiai 8. hely (Rio de Janeiro, 2016)